# Мост Мааньшань
Мост Мааньшань (кит. 马鞍山长江大桥) — мостовой переход, пересекающий реку Янцзы, расположенный на территории городского округа Мааньшань; на август 2016 года, 26-й по длине основного пролёта висячий мост в мире (11-й в Китае). Является частью скоростной автодороги S24 (Хэфэй — Чаоху — Мааньшань).

## Характеристика
Длина мостового перехода — 11 209 м. Мост соединяет район Юйшань (на восточном правом берегу реки) и уезд Хэ (на западном левом берегу реки), пересекая остров Сяохуанчжоу (уезд Данту) на реке Янцзы. Мостовой переход Мааньшань представлен висячим мостом (западная секция) через левый пролив реки Янцзы с двумя основными пролётами длиной по 1080 м, вантовым мостом (восточная секция) через правый пролив реки с двумя основными пролётами длиной по 260 м, мостовыми подходами. Каждый мост имеет по три основные башенные опоры. Высота дорожного полотна висячего моста — 32 метра над уровнем реки, вантового — 18 м.
Имеет 6 полос движения (по три в каждую сторону).